# Fudbalski Klub Vardar
El FK Vardar Skopje  es un club de fútbol de Macedonia del Norte, de la capital, Skopie. Fue fundado en 1947, disputa sus partidos como local en el Toše Proeski Arena, con capacidad para 33 460 espectadores, y juega en la Primera División de Macedonia del Norte. El Vardar es el club más laureado del fútbol macedonio con once ligas y cinco copas de Macedonia del Norte.

## Historia

### Fundación del club
Los orígenes del club se remontan a 1911, cuando era conocido como Vardar Topaana. Sin embargo, el FK Vardar actual fue creado tras la fusión de dos equipos rivales de Skopie, el FK Pobeda y el FK Makedonija, en la sala de cine "Vardar", el 22 de julio de 1947. La primera asamblea del club decidió que el azul y el blanco serían los colores del equipo, pero no tardó en cambiarse a rojo y blanco. Los colores definitivos, rojo y negro, fueron adoptados tras el terremoto de Skopie de 1963. Ese mismo año, después de un partido de clasificación contra el FK Sloga de Novi Sad, el Vardar se convirtió en equipo miembro de la Primera Liga yugoslava.

### Época yugoslava
El club ganó su primer título importante en 1961 con la Copa del Mariscal Tito. Muchos jugadores famosos de la región comenzaron su carrera en Vardar y su triunfo en la Copa de Yugoslavia fue muy destacado. El líder, en particular, de esa generación de jugadores fue Andon Dončevski, que más tarde triunfó como entrenador al hacerse con el título de 1987.
Debido a irregularidades masivas durante la última semana de la liga 1985-86, la Asociación Yugoslava de Fútbol, encabezada por Slavko Šajber, anuló los últimos resultados de la jornada ordenando la repetición de los 9 partidos. Doce clubes fueron sancionados con seis puntos debido a su presunta participación en el escándalo de amaño de partidos. Todos los equipos acordaron volver a jugar sus partidos con la excepción del FK Partizan, que se negó. Esa decisión finalmente les costó el campeonato. El título de liga fue otorgado al Estrella Roja. Lo que sigue fue una serie de demandas en nombre del FK Partizan y el caso fue llevado a la Corte Constitucional yugoslava.
La siguiente temporada de la liga 1986-87 comenzó con diez equipos con -6 puntos al inicio del campeonato. El Vardar iba a ganar el título de liga ese año con 38 puntos, pero el tribunal dictaminó que no había pruebas de irregularidades en la jornada 34 de la temporada anterior. El título fue devuelto al FK Partizan, lo que también significaba que se le devolvieron sus seis puntos de sanción del inicio, por lo cual el Partizan pasó a ser campeón con 42 puntos. Sin embargo, el Vardar representó a Yugoslavia en la Copa de Europa 1987-88, donde fue eliminado por el FC Porto en primera ronda. En ese equipo se encontraban jugadores como Darko Pančev, Ilija Najdoski, Dragan Kanatlarovski y Vujadin Stanojković.
El FK Vardar disputó 33 temporadas en la máxima categoría yugoslava que estuvo activa desde 1947 hasta 1992 y ocupa el puesto 11 en la clasificación histórica.

### Independencia de Macedonia
El Vardar celebró la independencia de Macedonia conquistando tres títulos de liga consecutivos, incluyendo el campeonato que consiguió invicto en la temporada inaugural. Durante la década de 1990 se mantuvieron en la cima del fútbol macedonio, alcanzando cinco finales de la Copa de Macedonia (con cuatro victorias) y siempre han sido el equipo a vencer.
En 2002 se proclamó campeón de su cuarta liga y, en la temporada siguiente, fue eliminado de la fase de grupos de la Liga de Campeones de la UEFA por el Sparta Praga en tercera ronda. Sin embargo, antes había eliminado al Barry Town galés y al CSKA Moscú. En 2011 el Vardar descendió a segunda división, pero el Miravci no obtuvo su licencia para esa temporada y el Vardar lo aprovechó. La temporada siguiente ganó la liga después de nueve años sin hacerse con el título.
Con la nueva transformación del club de fútbol Vardar en 2012, se convirtió en el primer equipo en Macedonia organizado como una sociedad anónima constituida con arreglo a la ley de sociedades. El 3 de junio de 2013, el Vardar derrotó al Horizont Turnovo por 5-0 en el último partido de la temporada y ganó su séptimo título de liga macedonia. Esta fue la cuarta vez en la historia del club que habían defendido con éxito un título de liga.

## Uniforme y colores

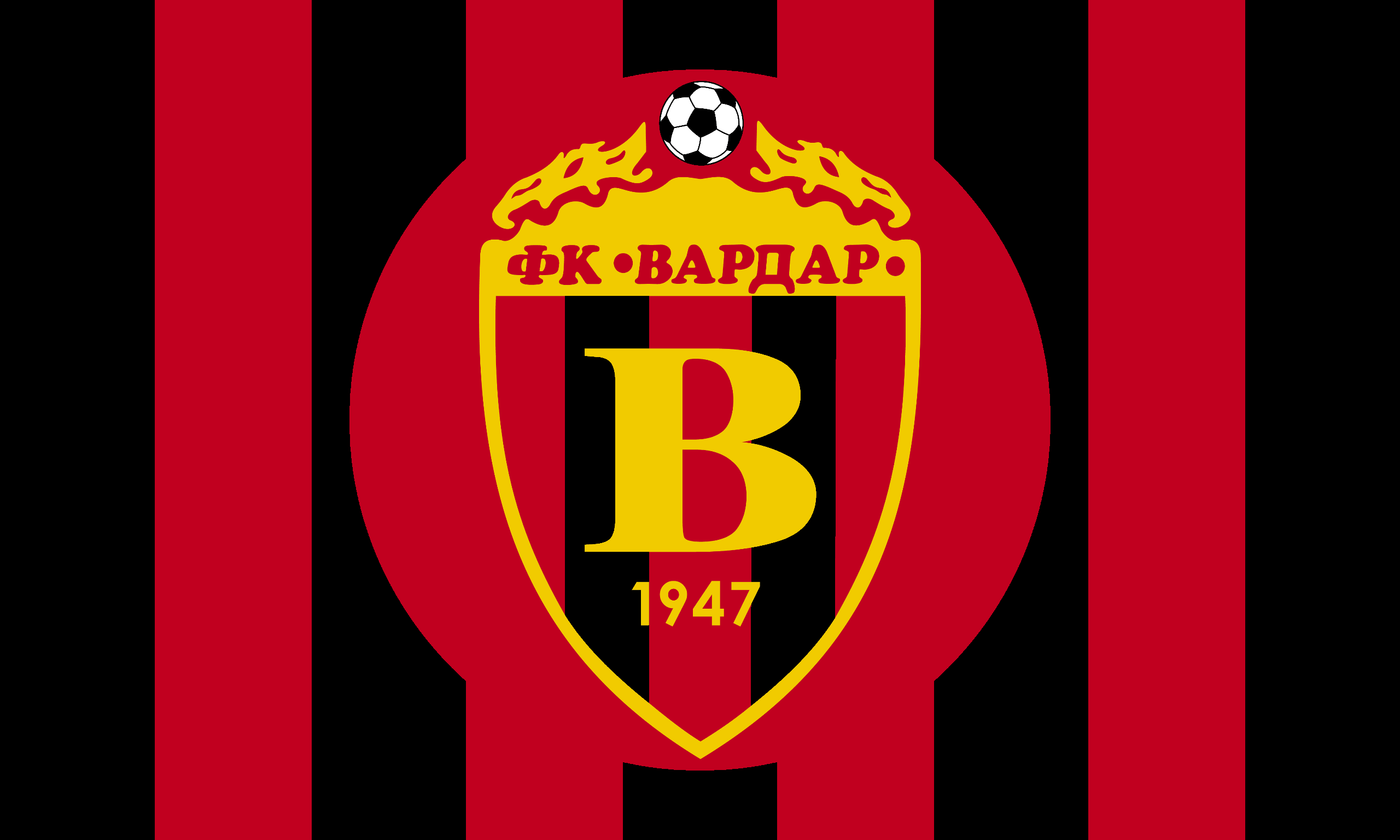
Bandera con los colores del club

La Asamblea Constituyente del Vardar decidió que el color del equipo sería blanquiazul, ya que esos eran los colores de la Asociación Deportiva "Vardar". Sin embargo, en la siguiente junta de la directiva los colores fueron cambiados a rojo y blanco. El club permaneció 16 años con estos colores, pero tras el terremoto de Skopje de 1963, el club decidió cambiarlo a rojo y negro, colores que permanecen desde entonces.
Desde que adoptase sus colores definitivos de rojo y negro, el uniforme del Vardar ha sufrido muy pequeños cambios. En un principio el uniforme fue camiseta roja, pantalón negro y medias rojas. Las únicas variaciones se produjeron en la década de 1990, cuando el club introdujo en la primera equipación rayas rojas y negras. La segunda equipación suele ser blanca. Actualmente el Vardar utiliza este modelo de equipación con rayas rojas y blancas proporcionadas por la firma Li Ning.

## Estadio

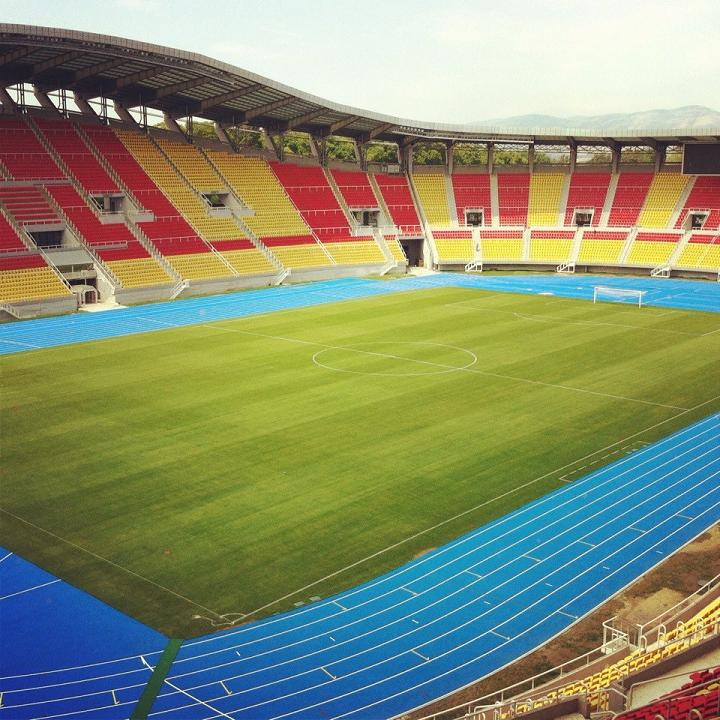
Estadio Filip II de Macedonia.

El FK Vardar disputa sus partidos como local en el estadio Filip II de Macedonia, un moderno recinto reconstruido en 2011, anteriormente conocido como Gradski stadion Skopje. Su capacidad actual es de 33 460 espectadores sentados, que lo coloca entre los diez estadios más grandes de los Balcanes. El terreno de juego tiene unas dimensiones de 105 x 68 metros. El estadio cuenta con todas las comodidas, 494 palcos y 386 asientos para medios de comunicación, todos ellos en la tribuna norte. La selección macedonia disputa en este estadio sus partidos oficiales.

## Afición y rivalidades
Los aficiones del FK Vardar son conocidos como Komiti (en macedonio: Комити). Los Komiti son el primer grupo organizado de aficionados del Vardar y se fundó el 4 de junio de 1987 en Skopje, en un partido entre el Vardar y el Estrella Roja. A lo largo de su existencia, dejaron el sello importante en la historia de Vardar y son considerados por el club el jugador número 12 del equipo. El FK Vardar, gracias a la diáspora macedonia, es un club que cuenta con aficionados en todo el mundo. Los Komiti aseguran tener buenas relaciones con los Vojvodi del Teteks y los Ultras Gelsenkirchen del Schalke 04.

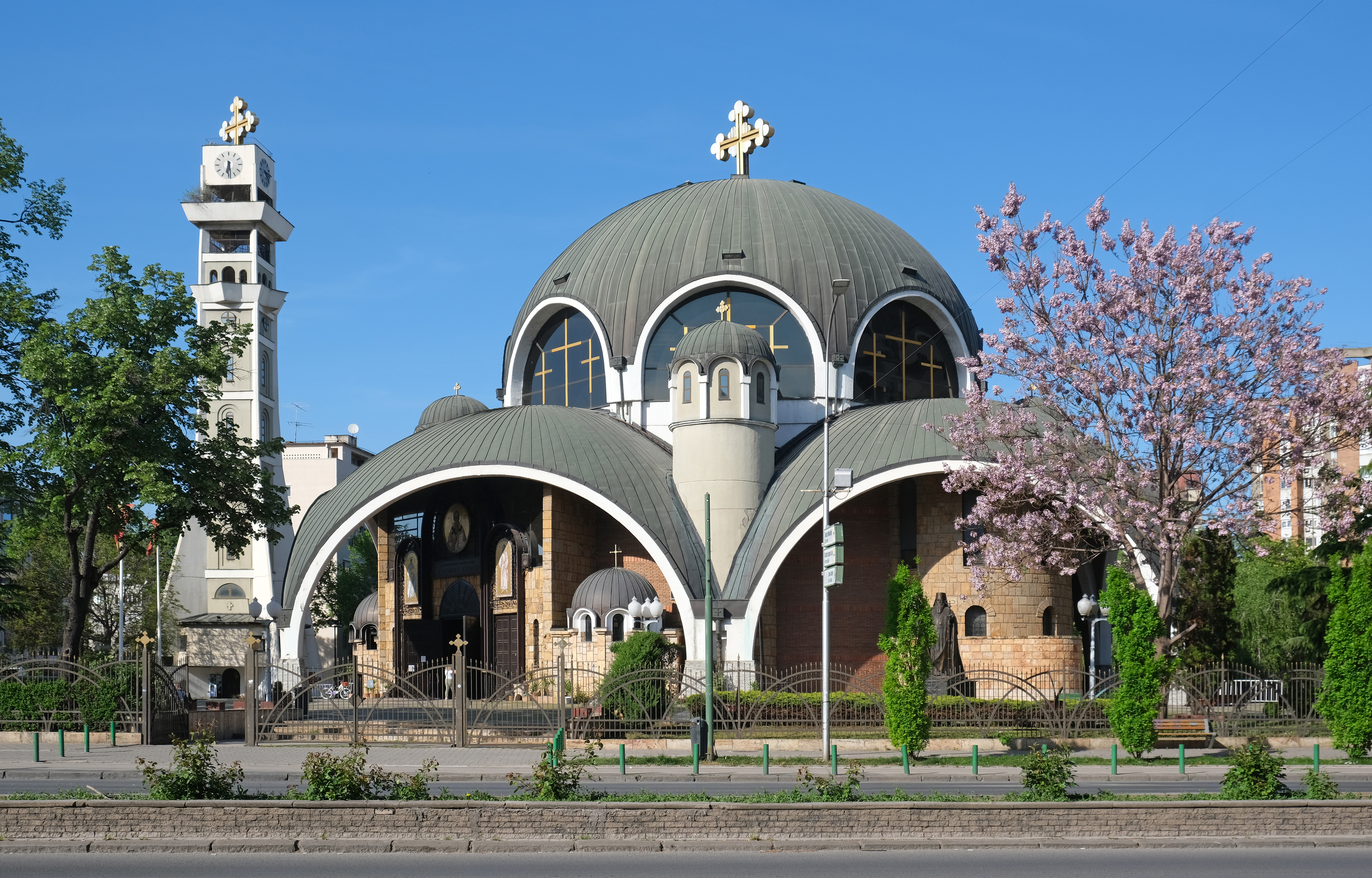
Iglesia Soborna de Skopje, lugar donde los Komiti Skopje se reúnen antes de los partidos del FK Vardar.

El Vardar tiene varios rivales en el campeonato doméstico. Uno de ellos es el Pelister Bitola, con el que disputa uno de los partidos más esperados y más violentos de Macedonia. Un aspecto importante de este partido es la intensa rivalidad entre las aficiones ultras de ambos clubes, los Komiti Skopje y los Bitola Čkembari. La rivalidad comenzó en la temporada 1989-90 en un partido en Skopje entre el Vardar y el Estrella Roja de Belgrado. Se produjo un conflicto entre los aficionados de Skopje y de Bitola, segunda ciudad más poblada del país y cuyos aficionados fueron a animar al Vardar, que en ese momento era el club más popular de Macedonia en la antigua Yugoslavia.
El 8 de marzo de 1991 en Bitola, el Pelister y el Vardar jugaron un partido en la segunda liga yugoslava y se produjo el primer incidente. Desde entonces comenzó la gran rivalidad entre las aficones Komiti y Čkembari, que se extendió al partido Vardar - Pelister. Esta es una rivalidad inusual, ya que el Pelister no es un equipo que luche con el Vardar por ganar títulos. En ese sentido, el gran rival del club es el FK Rabotnički, equipo también de la capital. Ambos son dos de los equipos más laureados del país, pero, por el contrario, esta es una rivalidad únicamente en el terreno de juego, ya que el Rabotnički no cuenta con grupos organizados de aficionados.
Otros partidos importantes del FK Vardar Skopje son contra el Sloga Jugomagnat, otra rivalidad local de Skopje. La rivalidad entre el FK Vardar y el Shkëndija Tetovo es étnica, ya que la mayoría de los hinchas del Vardar son macedonios y cristianos ortodoxos, mientras que la mayoría de los aficionados del Shkëndija son albaneses y musulmanes.

## Jugadores

### Jugadores destacados
| - Žarko Odžakov - Aguinaldo Braga - Lico - Wandeir - Mike Stojanović - Boban Babunski - Aleksandar Bajevski - Vančo Balevski - Časlav Božinovski - Rade Čaparevski - Saša Ćirić - Slavko Dacevski - Vasil Dilev - Kočo Dimitrovski - Kiril Dojčinovski - Andon Dončevski - Jovče Džipunov - Tode Georgievski - Slobodan Goračinov - Atanas Grnčarov - Boban Grnčarov - Momčilo Grošev - Vlatko Grozdanoski - Vasil Gunev - Filip Ivanovski | - Čedomir Janevski - Gjore Jovanovski - Dragan Kanatlarovski - Ljupčo Markovski - Atanas Mečkarov - Borče Micevski - Sašo Miloševski - Sokrat Mojsov - Ilija Najdoski - Vlado Nikolovski - Rogério Oliveira - Darko Pančev - Vasil Ringov - Artim Šakiri - Toni Savevski - Žanko Savov - Dragi Setinov - Kiril Simonovski - Metodije Spasovski - Vančo Spasovski - Josif Srebrov - Vujadin Stanojković - Darko Stojkoski - Petar Šulinčevski - Gjorgji Todorovski | - Tomče Trajanovski - Ivan Tričkovski - Bora Uzunov - Aleksandar Vasoski - Dragan Veselinovski - Blagoje Vidinić - Miloš Vučidolov - Gordan Zdravkov - Muarem Zekir - Blessing Chinedu - Jero Shakpoke - Dragan Mutibarić - Delivoje Šarenac - Dušan Šujica |

## Entrenadores
- Kiril Simonovski (1953–55)
- Illés Spitz (1960–61)
- Antal Lyka (1961)
- Stjepan Bobek (1978–81)
- Vukašin Višnjevac (1983–84)
- Andon Dončevski (1985–91)
- Gjoko Hadžievski (1991–93, 1994–95, 2001–03)
- Zoran Stratev (2003–04)
- Gildo Rodrigues (2004)
- Vujadin Stanojković (2004–05)
- Dragan Kanatlarovski (2005–07)
- Zoran Stratev (2007–08)
- Kiril Dojčinovski (2008)
- Ratko Dostanić (julio de 2008–octubre de 2008)
- Milko Djurovski (julio de 2008–febrero de 2009)
- Žikica Tasevski (febrero de 2009–mayo de 2009)
- Pane Blaževski (2009)
- Mario Vujović (2009)
- Gjorgi Todorovski (2009–2010)
- Zoran Stratev (enero de 2011–mayo de 2011)
- Ilčo Gjorgioski (julio de 2011–julio de 2012)
- Blagoja Milevski (julio de 2012–diciembre de 2012)
- Nikola Ilievski (enero de 2013-abril de 2013)
- Blagoja Milevski (abril de 2013-febrero de 2014)
- Sergey Andreyev (febrero de 2014 – julio de 2015)
- Goce Sedloski (julio de 2015–agosto de 2017)[8]
- Aleksandar Vasoski (interino- agosto de 2017)[9]
- Čedomir Janevski (agosto de 2017-abril de 2018)[10][11]
- Boban Babunski (4 de junio de 2018-15 de julio de 2018)[12][13]
- Aleksandar Vasoski (julio 2018 – diciembre 2020)
- Nikola Ilievski (1 de febrero de 2021 – 30 de junio de 2021)
- Goran Simov (30 de junio de 2021 – 20 de septiembre de 2021)
- Nikola Gligorov (20 de septiembre de 2021 – 11 de abril de 2022)
- Boban Grncharov (12 de abril de 2022 – 20 de agosto de 2023)
- Aleksandar Vasoski (20 de agosto de 2023 – 18 de diciembre de 2023)
- Gorazd Mihajlov (29 de diciembre de 2023 – )

## Gerencia
| Puesto                   | Nombre              | País                |
| ------------------------ | ------------------- | ------------------- |
| Presidente               | Zoran Šiškovski     | Macedonia del Norte |
| Director                 | Goran Mitev         | Macedonia del Norte |
| Secretario               | Nikola Stojanovski  | Macedonia del Norte |
| Secretario técnico       | George Spasovski    | Macedonia del Norte |
| Secretario técnico       | Ljupka Stojanovska  | Macedonia del Norte |
| Comisionado de Seguridad | Aleksandar Kolevski | Macedonia del Norte |
| Economía                 | Stole Simonoski     | Macedonia del Norte |

## Palmarés

### Títulos nacionales
- Liga de Macedonia del Norte (11): 1993, 1994, 1995, 2002, 2003, 2012, 2013, 2015, 2016, 2017, 2020
- Copa de Macedonia del Norte (5): 1993, 1995, 1998, 1999, 2007
- Copa de Yugoslavia (1): 1961

## Participación en competiciones de la UEFA
| Temporada | Torneo                 | Ronda            | País            | Club                  | Marcador     |  |
| --------- | ---------------------- | ---------------- | --------------- | --------------------- | ------------ |  |
| 1961/62   | UEFA Cup Winners' Cup  | 1                | Escocia         | Dunfermline Athletic  | 0-5, 2-0     |  |
| 1967/68   | Copa Mitropa           | Octavos de final | Austria         | LASK Linz             | 0-0, 2-1     |  |
| 1967/68   | Copa Mitropa           | Cuartos de final | Italia          | Cagliari Calcio       | 1-0, 1-0     |  |
| 1967/68   | Copa Mitropa           | Semifinales      | Checoslovaquia  | FC Spartak Trnava     | 1-4, 2-2     |  |
| 1969/70   | Copa Mitropa           | Octavos de final | Austria         | Admira Wacker         | 2-2, 0-3     |  |
| 1970/71   | Copa Mitropa           | Octavos de final | Hungría         | Vasas SC              | 1-1, 2-3     |  |
| 1985/86   | Copa UEFA              | 1                | Rumania         | FC Dinamo București   | 1-2, 1-0 (a) |  |
| 1985/86   | Copa UEFA              | 2                | Escocia         | Dundee United         | 1-1, 0-2     |  |
| 1987/88   | Copa Europea           | 1                | Portugal        | FC Porto              | 0-3, 0-3     |  |
| 1994/95   | Copa UEFA              | Preliminar       | Hungría         | Békéscsabai Elõre     | 1-1, 0-1     |  |
| 1995/96   | Copa UEFA              | Preliminar       | Georgia         | Iberia Samtredia      | 1-0, 2-0     |  |
| 1995/96   | Copa UEFA              | 1                | Francia         | Girondins de Bordeaux | 0-2, 1-1     |  |
| 1996/97   | Copa UEFA              | Preliminar       | Eslovenia       | HIT Gorica            | 1-0, 2-1     |  |
| 1996/97   | Copa UEFA              | 1                | Suecia          | Halmstads BK          | 0-0, 0-1     |  |
| 1998/99   | UEFA Cup Winners' Cup  | Clasificatoria   | Eslovaquia      | FC Spartak Trnava     | 0-1, 0-2     |  |
| 1999/00   | Copa UEFA              | Clasificatoria   | Polonia         | Legia Varsovia        | 0-5, 0-4     |  |
| 2001/02   | Copa UEFA              | Clasificatoria   | Bélgica         | Standard Liège        | 0-3, 1-3     |  |
| 2002/03   | UEFA Champions League  | Clasificatoria 1 | Luxemburgo      | F91 Dudelange         | 1-1, 3-0     |  |
| 2002/03   | UEFA Champions League  | Clasificatoria 2 | Polonia         | Legia Varsovia        | 1-3, 1-1     |  |
| 2003/04   | UEFA Champions League  | Clasificatoria 1 | Gales           | Barry Town FC         | 3-0, 1-2     |  |
| 2003/04   | UEFA Champions League  | Clasificatoria 2 | Rusia           | PFC CSKA Moscow       | 2-1, 1-1     |  |
| 2003/04   | UEFA Champions League  | Clasificatoria 3 | República Checa | Sparta Praga          | 2-3, 2-2     |  |
| 2003/04   | Copa UEFA              | 1                | Italia          | AS Roma               | 0-4, 1-1     |  |
| 2004      | Copa Intertoto         | 1                | Chipre          | Ethnikos Achna        | 5-1, 5-1     |  |
| 2004      | Copa Intertoto         | 2                | Bélgica         | KAA Gent              | 1-0, 0-1 (p) |  |
| 2004      | Copa Intertoto         | 3                | Alemania        | FC Schalke 04         | 0-5, 1-2     |  |
| 2005/06   | Copa UEFA              | Clasificatoria 1 | Albania         | KF Elbasani           | 1-1, 0-0 (a) |  |
| 2005/06   | Copa UEFA              | Clasificatoria 2 | Rumania         | FC Rapid Bucarest     | 0-3, 1-1     |  |
| 2006/07   | Copa UEFA              | Clasificatoria 1 | Bélgica         | KSV Roeselare         | 1-2, 1-5     |  |
| 2007/08   | Copa UEFA              | Clasificatoria 1 | Chipre          | Anorthosis            | 0-1, 0-1     |  |
| 2012/13   | UEFA Champions League  | Clasificatoria 2 | Bielorrusia     | BATE                  | 2-3, 0-0     |  |
| 2013/14   | UEFA Champions League  | Clasificatoria 2 | Rumania         | Steaua Bucarest       | 0-3, 1-2     |  |
| 2015/16   | UEFA Champions League  | Clasificatoria 2 | Chipre          | APOEL FC              | 1-1, 0-0     |  |
| 2016/17   | UEFA Champions League  | Clasificatoria 2 | Croacia         | GNK Dinamo Zagreb     | 1-2, 2-3     |  |
| 2017/18   | UEFA Champions League  | Clasificatoria 2 | Suecia          | Malmö FF              | 1-1, 3-1     |  |
| 2017/18   | UEFA Champions League  | Clasificatoria 3 | Dinamarca       | FC Copenhague         | 1-0, 1-3     |  |
| 2017/18   | UEFA Europa League     | Play-Off         | Turquía         | Fenerbahçe SK         | 2-0, 2-1     |  |
| 2017/18   | UEFA Europa League     | Grupo L          | Rusia           | Zenit San Petersburgo | 0-5, 1-2     |  |
| 2017/18   | UEFA Europa League     | Grupo L          | Noruega         | Rosenborg BK          | 1-3, 1-1     |  |
| 2017/18   | UEFA Europa League     | Grupo L          | España          | Real Sociedad         | 0-6, 0-3     |  |
| 2018/19   | UEFA Europa League     | Clasificatoria 1 | Armenia         | Pyunik                | 0-1, 0-2     |  |
| 2025/26   | UEFA Conference League | Clasificatoria 1 | San Marino      | SP La Fiorita         | 3-0, 2-2     |  |
| 2025/26   | UEFA Conference League | Clasificatoria 2 | Suiza           | FC Lausanne-Sport     | 2-1, 0-5     |  |

## Clubes afiliados
- Dinamo Zagreb
- Zimbru Chişinău
- FK Miravci
- GFK Tikveš